# Dai Nippon Butoku Kai
La Dai Nippon Butoku Kai (大日本武徳会?, lett. "Società delle Virtù Marziali del Grande Giappone") (DNBK) è stata un'organizzazione di arti marziali con sede a Kyoto, in Giappone, fondata il 17 aprile 1895 e scioltasi il 9 novembre 1946.
Il termine si riferisce anche ad un'altra associazione, per nulla legata all'originale se non nel nome, costituita nel 1953.

## Storia
La Dai Nippon Butoku Kai venne fondata il 7 aprile 1895 sotto l'autorità del Ministero dell'Educazione e sancita dall'Imperatore Meiji con lo scopo di standardizzare i sistemi e le discipline marziali in tutto il paese unificandone le diverse scuole; fu la prima organizzazione ufficiale di arti marziali sancita dal governo. Al suo interno furono accentuate le virtù marziali dei guerrieri samurai e le loro storiche ed eccellenti abilità nelle discipline del combattimento in un'epoca in cui la contaminazione col mondo occidentale era vista come potenzialmente nociva per elementi essenziali per la cultura giapponese come il bushido e il bugei.
L'organizzazione venne sciolta il 9 novembre 1946 come conseguenza dell'ordine impartito, dopo la fine della seconda guerra mondiale, dal generale Douglas MacArthur che imponeva la soppressione di tutte le organizzazioni di carattere militare.

Una volta finito questo vincolo nei primi anni 50 del XX secolo, si formarono varie federazioni dedicate a particolari arti marziali – in particolar modo la All Japan Kendo Federation (全日本剣道連盟?, Zen Nihon Kendō Renmei), la All Japan Judo Federation (全日本柔道連盟?, Zen Nihon Jūdō Renmei) e la All Nippon Kyudo Federation (全日本弓道連盟?, Zen Nippon Kyūdō Renmei) che nel 1956 si unirono a formare la Nihon-San-Dō-Kai (日本三道会?) la quale nel 1959, con l'ingresso della Japan Sumo Federation (日本相撲連盟?, Nihon Sumō Renmei), venne rinominata in Nihon-Shi-Dō-Kai (日本志道会?) – che, di fatto, proseguono tuttora l'attività della DNBK.

## Galleria di immagini

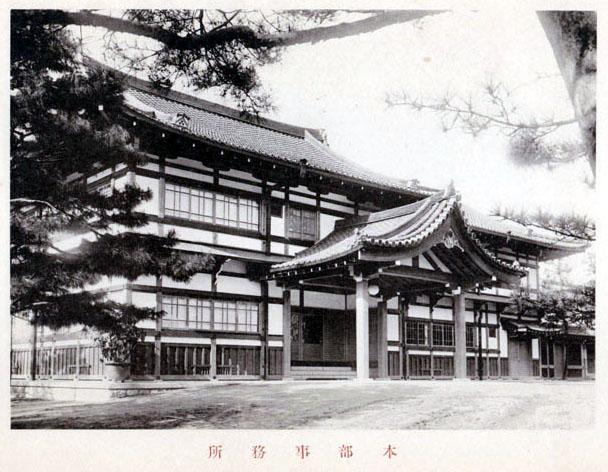
Il Butokuden, la sede della Dai Nippon Butoku Kai, nel 1899
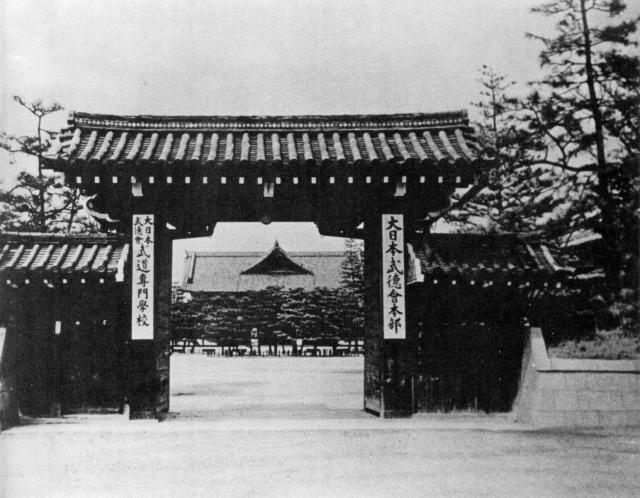
Cancello di ingresso al Butokuden
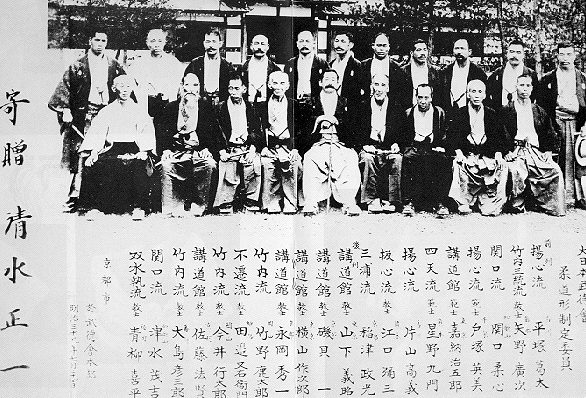
Foto di gruppo 1906
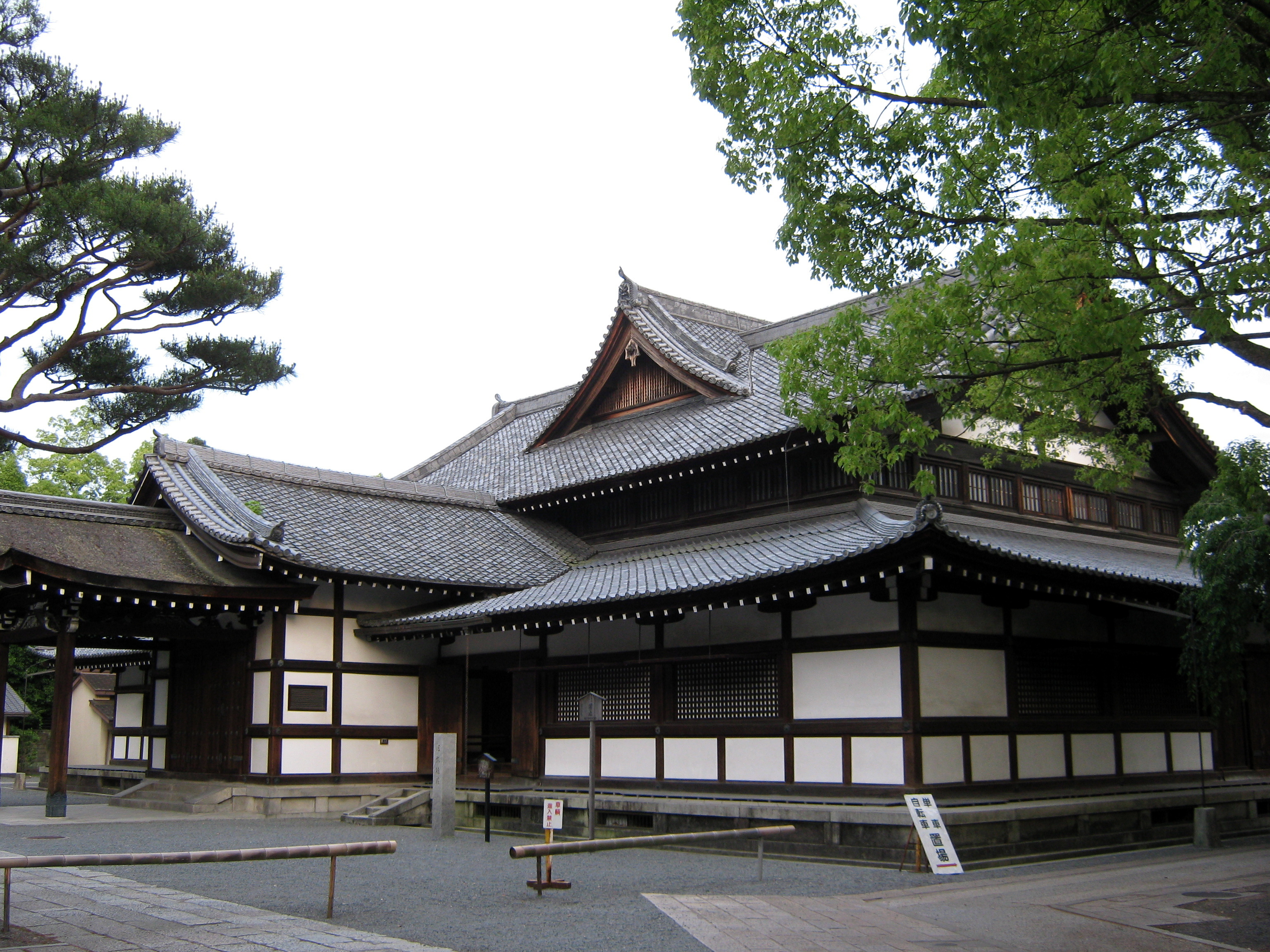
Il Butokuden al giorno d'oggi

## La nuova DNBK
Nel 1953 venne costituita una Dai Nippon Butoku Kai del tutto nuova con la visione filosofica di preservare le virtù e tradizioni marziali classiche. Questa DNBK, per nulla legata all'originale se non nel nome, mira al recupero delle culture marziali classiche sostenendo la ricerca, l'istruzione, la promozione della pace e dell'armonia internazionale ed il progresso di una maggiore umanità attraverso l'educazione al budō.
Le discipline che sono ufficialmente praticate all'interno dalla nuova Dai Nippon Butoku Kai sono:
- Kendō
- Kenjutsu
- Aikidō
- Aikidō Kobayashi ryu
- Aikijujutsu
- Jujutsu
- Karatedō
- Judō
- Iaidō
- Iaijutsu
- Jōdō
- Sojutsu
- Kyūdō

Oltre a quanto sopra vengono praticate "varie forme tradizionali" di Kobudō e Kobujutsu (Koryū).